# Combat: Task Force 121
Combat: Task Force 121 — komputerowa gra z gatunku first-person shooterów, stworzona przez Groove Games i wydana w Polsce 9 stycznia 2006 przez City Interactive.
Gra została chłodno przyjęta przez recenzentów, otrzymując w serwisie Game Rankings średnią ocenę 46% w wersji na konsolę Xbox i 37,5% w wersji na platformę Microsoft Windows. Najczęściej wytykanymi wadami było zbalansowanie broni, nielogiczna fabuła, brzydka grafika i sztuczna inteligencja przeciwników.